# Liste der Schauhöhlen in Österreich

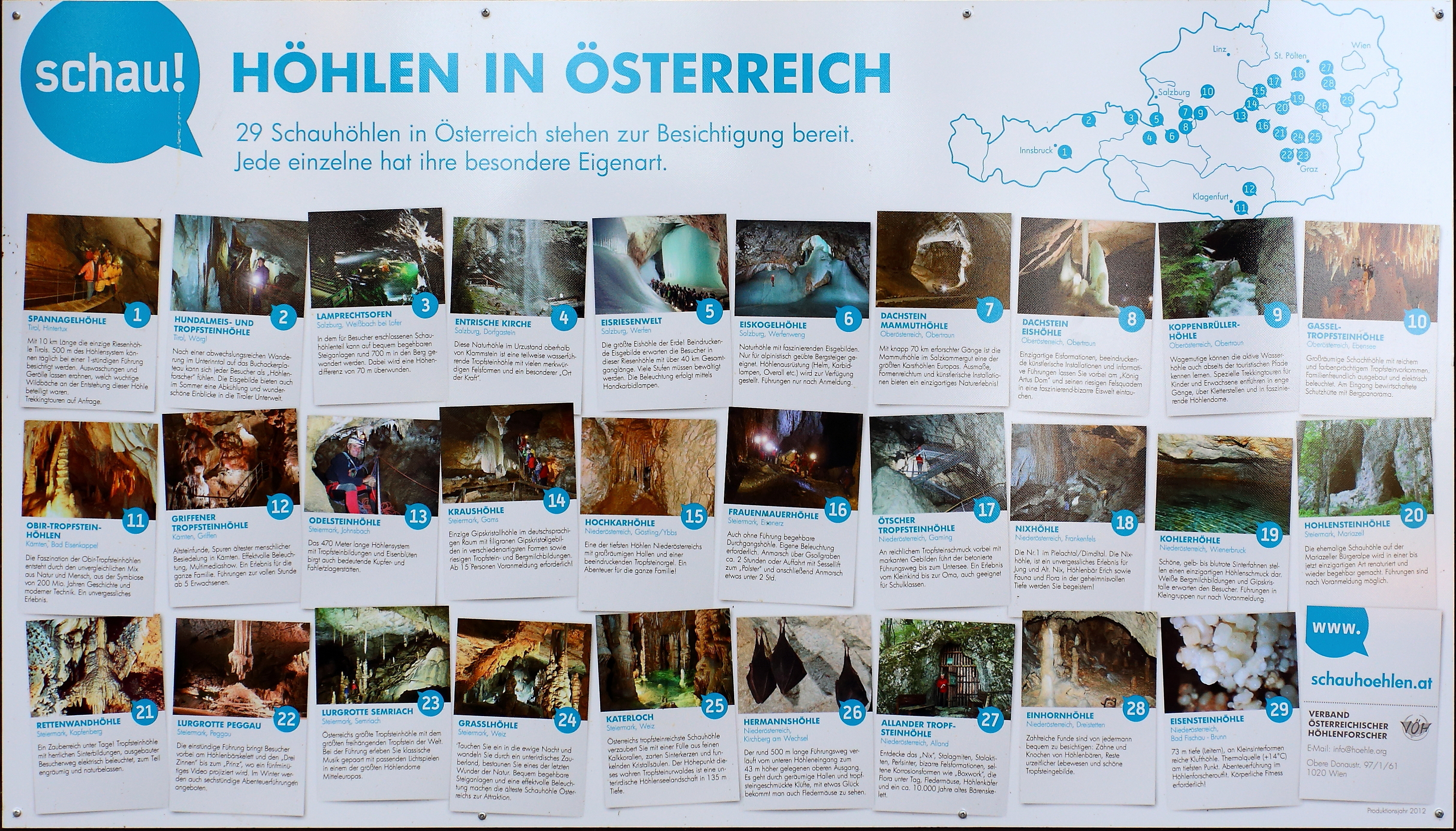
Infotafel über die Schauhöhlen in Österreich (2012)

Die Liste der Schauhöhlen in Österreich enthält alle Schauhöhlen in Österreich, die der Verband Österreichischer Höhlenforscher (VÖH) als Schauhöhle führt. Unter einer Schauhöhle versteht man einen natürlichen, unterirdischen Hohlraum, der für den Besucherverkehr ausgebaut, auf Wegen und Treppen begehbar und mit einer Beleuchtung ausgestattet ist. Schauhöhlen kosten Eintrittsgeld und haben geregelte Öffnungszeiten, meistens mit regelmäßigen Führungen von 30 bis 45 Minuten Dauer. Die meisten Höhlen sind elektrisch beleuchtet, ein kleiner Teil wird mit Karbidlampen ausgeleuchtet. Die Kraushöhle in der Steiermark hat 1883 als erste Schauhöhle weltweit eine elektrische Beleuchtung erhalten.
In Österreich gibt es insgesamt 31 Schauhöhlen (Stand 2016). Die besucherstärkste Schauhöhle ist die Eisriesenwelt mit etwa 150.000, gefolgt von der Dachstein-Rieseneishöhle mit etwa 100.000 Besuchern im Jahr. Die Lurgrotte wird in der Quelle doppelt gezählt, hier aber als eine Höhle zusammengefasst.

## Legende
- Name der Schauhöhle: Nennt den Namen der Schauhöhle.
- Kataster: Katasternummer im österreichischen Höhlenkataster
- Ortschaft: Gibt den Standort der Schauhöhle an.
- Land: Nennt das Bundesland, in dem die Schauhöhle liegt.
- Lage: Nennt die Koordinaten der Schauhöhle.
- Typ: Nennt den Höhlentyp. Dies kann eine Tropfsteinhöhle, Eishöhle oder ein anderer Typ sein.
- Länge (m): Nennt die Gesamtlänge der Schauhöhle in Metern einschließlich aller Nebengänge.
- FW (m): Nennt die Gesamtlänge des Führungsweges in Metern, wobei eventuell doppelt zurückgelegte Strecken nicht berücksichtigt werden. Berücksichtigt werden jedoch vorhandene künstlich geschaffene Zugangsstollen, die allerdings nicht zur Gesamtlänge der Schauhöhle zählen. Dadurch kann der Führungsweg länger als die Gesamtlänge der Schauhöhle sein.
- m ü. A.: Nennt die Höhe des Eingangs in Meter über Adria.
- Entdeckung: Nennt den Zeitpunkt der Entdeckung der Schauhöhle.
- Schauhöhle: Nennt den Beginn des Schauhöhlenbetriebs.
- Licht: Gibt an, wie die Höhle ausgeleuchtet wird.
- Bild: Zeigt ein Bild der Höhle

## Schauhöhlen
| Name                             | Kataster          | Ort                  | Land             | Lage | Typ                                | Länge (m) | FW (m) | m ü.A.    | Ent- deckung | Schau- höhle | Licht              | Bild |
| -------------------------------- | ----------------- | -------------------- | ---------------- | ---- | ---------------------------------- | --------- | ------ | --------- | ------------ | ------------ | ------------------ | ---- |
| Allander Tropfsteinhöhle         | 1911/2            | Alland               | Niederösterreich | Lage | Tropfsteinhöhle                    | 70        | 177    | 400       |              | 1928         | elektrisch         |      |
| Arzberghöhle                     | 1741/4            | Wildalpen            | Steiermark       | Lage |                                    | 1.000     |        | 730       |              |              | LED-Stirnlampen    |      |
| Dachstein-Mammuthöhle            | 1547/9            | Obertraun            | Oberösterreich   | Lage | Hochalpine Höhle                   | 65.000    | 1.000  | 1.368     | 1910         | 1911         | elektrisch         |      |
| Dachstein-Rieseneishöhle         | 1547/17           | Obertraun            | Oberösterreich   | Lage | Eishöhle                           | 2.700     | 700    | 1.455     | 1897         | 1912         | elektrisch         |      |
| Einhornhöhle                     | 1863/5            | Dreistetten          | Niederösterreich | Lage | Tropfsteinhöhle                    | 80        |        | 585       | 1927         | 1930         | Karbid             |      |
| Eisensteinhöhle                  | 1864/1            | Bad Fischau-Brunn    | Niederösterreich | Lage | Schachthöhle mit Kristallbildungen | 2.341     | 120    | 407       | 1855         | 1907         | Stirnlampe         |      |
| Eiskogelhöhle                    | 1511/101          | Werfenweng           | Salzburg         | Lage | Eis- und Tropfsteinhöhle           | 4.600     |        | 2.100     | 1877         | 1949         | Karbid             |      |
| Eisriesenwelt                    | 1511/24           | Werfen               | Salzburg         | Lage | Eishöhle                           | 42.000    | 1.000  | 1.641     | 1879         | 1920         | Karbid             |      |
| Entrische Kirche                 | 2595/2            | Dorfgastein          | Salzburg         | Lage | Tropfstein- und Wasserhöhle        | 2.500     | 400    | 1.040     | 1920         | 1962         | elektrisch         |      |
| Feuchter Keller                  | 1524/3            | St. Koloman          | Salzburg         | Lage |                                    | 1.100     |        | 1.430     |              |              | LED-Stirnlampen    |      |
| Frauenmauerhöhle                 | 1742/1            | Tragöß               | Steiermark       | Lage | Tropfsteinhöhle                    | 41.000    |        | 1.467     |              |              | eigene Beleuchtung |      |
| Gasselhöhle                      | 1618/3            | Ebensee              | Oberösterreich   | Lage | Tropfsteinhöhle                    | 3.704     | 600    | 1.225     | 1918         | 1933         | elektrisch         |      |
| Grasslhöhle                      | 2833/60           | Naas                 | Steiermark       | Lage | Tropfsteinhöhle                    | 280       |        | 740       | 1816         | 1952         | elektrisch         |      |
| Griffener Tropfsteinhöhle        | 2751/1            | Griffen              | Kärnten          | Lage | Tropfsteinhöhle                    | 485       | 200    | 485       | 1945         | 1956         | elektrisch         |      |
| Hermannshöhle                    | 2871/7            | Kirchberg am Wechsel | Niederösterreich | Lage | Tropfsteinhöhle                    | 4.430     | 270    | 627       | 1790         | 1844         | elektrisch         |      |
| Hochkarschacht                   | 1814/5            | Göstling an der Ybbs | Niederösterreich | Lage | Hochalpine Höhle                   | 751       | 300    | 1.620     | 1923         | 1969         | elektrisch         |      |
| Hohlensteinhöhle                 | 1831/1            | Mariazell            | Steiermark       | Lage |                                    |           |        | 1031      |              | 1832         |                    |      |
| Hundalm Eis- und Tropfsteinhöhle | 1266/1            | Hundalm              | Tirol            | Lage | Tropfsteinhöhle mit Eisbildungen   | 264       | 180    | 1.520     |              | 1967         | Karbid             |      |
| Katerloch                        | 2833/59           | Dürntal              | Steiermark       | Lage | Tropfsteinhöhle                    | 1.000     | 1.000  | 900       | 1750         | 1958         | elektrisch         |      |
| Kraushöhle                       | 1741/1            | Gams bei Hieflau     | Steiermark       | Lage | Gipskristallhöhle                  | 340       |        | 620       | 1838         |              | Karbid             |      |
| Koppenbrüllerhöhle               | 1549/1            | Obertraun            | Oberösterreich   | Lage | Wasserhöhle                        | 3.944     | 770    | 580       |              | 1910         | elektrisch         |      |
| Lamprechtsofen                   | 1324/1            | Lofer                | Salzburg         | Lage | Aktive Wasserhöhle                 | 51.000    | 700    | 660       |              |              | elektrisch         |      |
| Lurgrotte                        | 2836/1a / 2836/1b | Peggau / Semriach    | Steiermark       | Lage | Tropfstein- und Wasserhöhle        | 5.000     | 2.000  | 400 / 640 | 1893 / 1822  | 1933 /1895   | elektrisch         |      |
| Nixhöhle                         | 1836/20           | Frankenfels          | Niederösterreich | Lage | Tropfsteinhöhle                    | 1.410     | 500    | 556       |              |              | elektrisch         |      |
| Obir-Tropfsteinhöhlen            | 3925/1-2          | Eisenkappel-Vellach  | Kärnten          | Lage | Tropfsteinhöhle                    | 5.000     | 1.300  | 1.100     | 1870         | 1987         | elektrisch         |      |
| Odelsteinhöhle                   | 1722/1            | Johnsbach            | Steiermark       | Lage | Tropfsteinhöhle                    | 600       | 470    | 1.084     | 1909         | 1910         | Taschenlampe       |      |
| Ötscher-Tropfsteinhöhle          | 1824/10           | Gaming               | Niederösterreich | Lage | Tropfsteinhöhle                    | 575       | 370    | 710       | 1920         | 1926         | elektrisch         |      |
| Rettenwandhöhle                  | 1731/1            | Kapfenberg           | Steiermark       | Lage | Tropfsteinhöhle                    | 665       | 250    | 630       | 1918         | 1926         | elektrisch         |      |
| Spannagelhöhle                   | 2515/1            | Hintertux            | Tirol            | Lage |                                    | 10.021    | 500    | 2.521     | 1919         | 1994         | elektrisch         |      |